# Desgaste

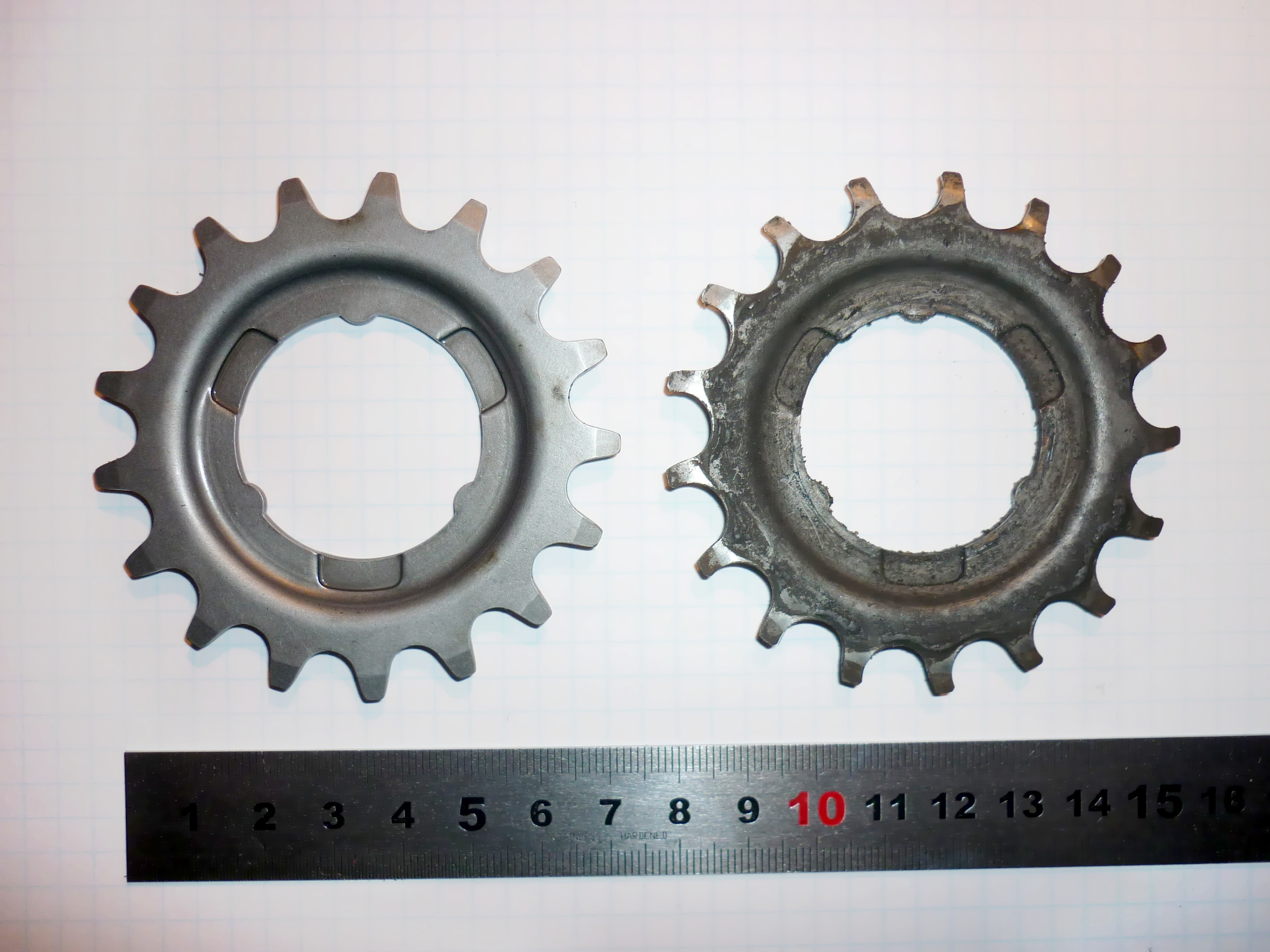
Un piñón trasero de bicicleta sin usar (izquierda) y desgastado (derecha), para una rueda con piñón interno y sin freno de rueda, es decir, solo con el desgaste generado por pedalear. La dirección de rotación cuando está en uso es en el sentido de las agujas del reloj

En ciencia de materiales, el desgaste es la erosión de material sufrida por una superficie sólida por acción de otra superficie. Está relacionado con las interacciones entre superficies y más específicamente con la eliminación de material de una superficie como resultado de una acción mecánica. La necesidad de una acción mecánica, en forma de contacto debido a un movimiento relativo, es una distinción importante entre desgaste mecánico y cualquier otro proceso con similares resultados.

## Fases o etapas
Bajo parámetros normales de funcionamiento, los cambios en la propiedades durante el uso normalmente ocurre en tres diferentes etapas, que son:
- Etapa Primaria o temprana, donde la velocidad de cambio puede ser alta.
- Fase secundaria o de mediana-edad donde la velocidad de desgaste se mantiene relativamente constante. La mayoría de las vidas útiles de componentes se miden en esta fase.
- Fase Terciaria o de edad-avanzada, donde un alto grado de envejecimiento deriva en un rápido fallo.

## Tipos
El estudio de los procesos de desgaste es parte de la ciencia de la tribología. La naturaleza compleja del desgaste ha retardado su estudio y lo ha encaminado hacia mecanismos o procesos específicos de desgaste. Algunos mecanismos (o procesos) específicos de desgaste son:
1. Desgaste adhesivo
2. Desgaste abrasivo
3. Fatiga superficial
4. Desgaste por fricción
5. Desgaste erosivo

Además de los anteriores, existen otros tipos de desgaste comúnmente encontrados en la literatura especializada como; Desgaste por impacto, por cavitación, difusivo y desgaste corrosivo.